# Bob de Voogd
Bob de Voogd (Helmond, 16 settembre 1988) è un hockeista su prato olandese.

## Palmarès

### Olimpiadi
- 1 medaglia:
  - 1 argento (Londra 2012)

### Europei
- 1 medaglia:
  - 1 oro (Amsterdam 2017)

### Champions Trophy
- 2 medaglie:
  - 1 argento (Melbourne 2012)
  - 1 bronzo (Breda 2018)